# Gabrielle Tholer
Gabrielle Tholer (née Gabrielle Marie Françoise Tholer le 6 septembre 1850 à Faulquemont et décédée le 14 décembre 1894 à Paris 9e) est une actrice française.

## Biographie
Elle entre au Conservatoire à onze ans, elle y a d'abord suivi les classes de musique et elle a obtenu deux premières médailles, l'une pour le solfège, l'autre pour le piano. En 1868, elle rentre dans la classe de Régnier. 
La même année elle remporte une première mention d’étude du clavier et un second prix de comédie, ex-aequo avec Mlles Colas et Thomas, mais nommée la première.
Entrée à la Comédie-Française le 4 mai 1869 par une création : le rôle de Mme de Cressey dans la Julie de M. Octave Feuillet. 
De 1873 à 1881 elle alla en Russie et revint le 1er janvier 1881 à la Comédie-Française. Sa rentrée eut lieu dans les Fausses confidences
Un des rôles où elle fut remarquée à la Comédie-Française fut celui de Clorinde, dans l'Aventurière ; l'une des dernières pièces où elle parut  fut Chamillac d'Octave Feuillet. 
il faut aussi citer Zaïre, la baronne d'Ange du Demi-Monde, pour elle, M. Perrin avait rétabli le rôle de l’infante, du Cid, et, enfin, elle créa Henriette de la Cigale chez les fourmis, et Myrrhine de Socrate et sa femme.
Elle est inhumée au cimetière de Montmartre dans le caveau de famille (5e division), elle était célibataire.

## Théâtre

### Carrière à la Comédie-Française
Entrée en 1869
Nommée 312e sociétaire en 1883
Départ en 1888
- 1870 : Dom Juan ou le Festin de pierre de Molière : Mathurine
- 1870 : Phèdre de Jean Racine : Panope
- 1870 : Esther de Jean Racine : une jeune Israélite
- 1870 : Athalie de Jean Racine : Salomith
- 1871 : Le Mariage de Figaro de Beaumarchais : Grippesoleil
- 1871 : Adrienne Lecouvreur d'Eugène Scribe et Ernest Legouvé : la baronne
- 1874 : Phèdre de Jean Racine : Aricie
- 1876 : Athalie de Jean Racine : Zacharie
- 1876 : La Cigale chez les fourmis d'Eugène Labiche et Ernest Legouvé : Henriette
- 1876 : L'Étrangère d'Alexandre Dumas fils : Mme Calmeron
- 1881 : Le Mariage de Figaro de Beaumarchais : la comtesse
- 1882 : Le Misanthrope de Molière : Célimène
- 1885 : Socrate et sa femme de Théodore de Banville : Myrrhine

## Sources biographiques
- Nécrologie « La Vie théâtrale » 5 janvier 1895
- Biographie « Foyers et coulisses : histoire anecdotique des théâtres de Paris ; Buguet Henry & Heylli Georges ; 1874 » pages 160 et 161
- Ses prix au Conservatoire  « Le Menestrel » 9 août 1868
- Prix Tholer « Le Ménestrel » 6 janvier 1895
- Acte de décès de Gabrielle-Marie-Françoise Tholer sur le site des Archives de Paris 9e, 15 décembre 1894, acte n° 1355